# Baverans
Baverans è un comune francese di 497 abitanti situato nel dipartimento del Giura nella regione della Borgogna-Franca Contea.

## Storia

### Simboli
La parte superiore riproduce lo stemma della Franca Contea; la chiesa è quella di San Pietro, in stile romanico, risalente al XIII secolo; le fasce ondate rappresentano i tre corsi d'acqua che attraversano il territorio il cui diverso spessore ne sottolinea l'ordine di importanza: il Doubs, il canale che unisce il Rodano al Reno e il Vèze.

## Società

### Evoluzione demografica
Abitanti censiti